# Winthemia dubiosa
Winthemia dubiosa là một loài ruồi trong họ Tachinidae.